# Thyolo
Thyolo est un village du district de Thyolo, dans la région Sud, au Malawi.

## Démographie
| Année | Population |
| ----- | ---------- |
| 1987  | 4 449      |
| 1998  | 5 337      |
| 2008  | 7 029      |

## Personnalités
Bingu wa Mutharika est originaire de cette localité.